# Aleksandr Gorbacevič
Aleksandr Leonidovič Gorbacevič (in russo Александр Леонидович Горбацевич?; traslitterazione anglosassone Alexander Leonidovich Gorbatsevich; Bratsk, 16 agosto 1994) è uno slittinista russo.

## Biografia
Ha iniziato a gareggiare per la nazionale russa nelle varie categorie giovanili nella specialità del singolo, ottenendo quale migliore risultato una medaglia di bronzo ai campionati europei juniores di Oberhof 2013 nella gara a squadre.

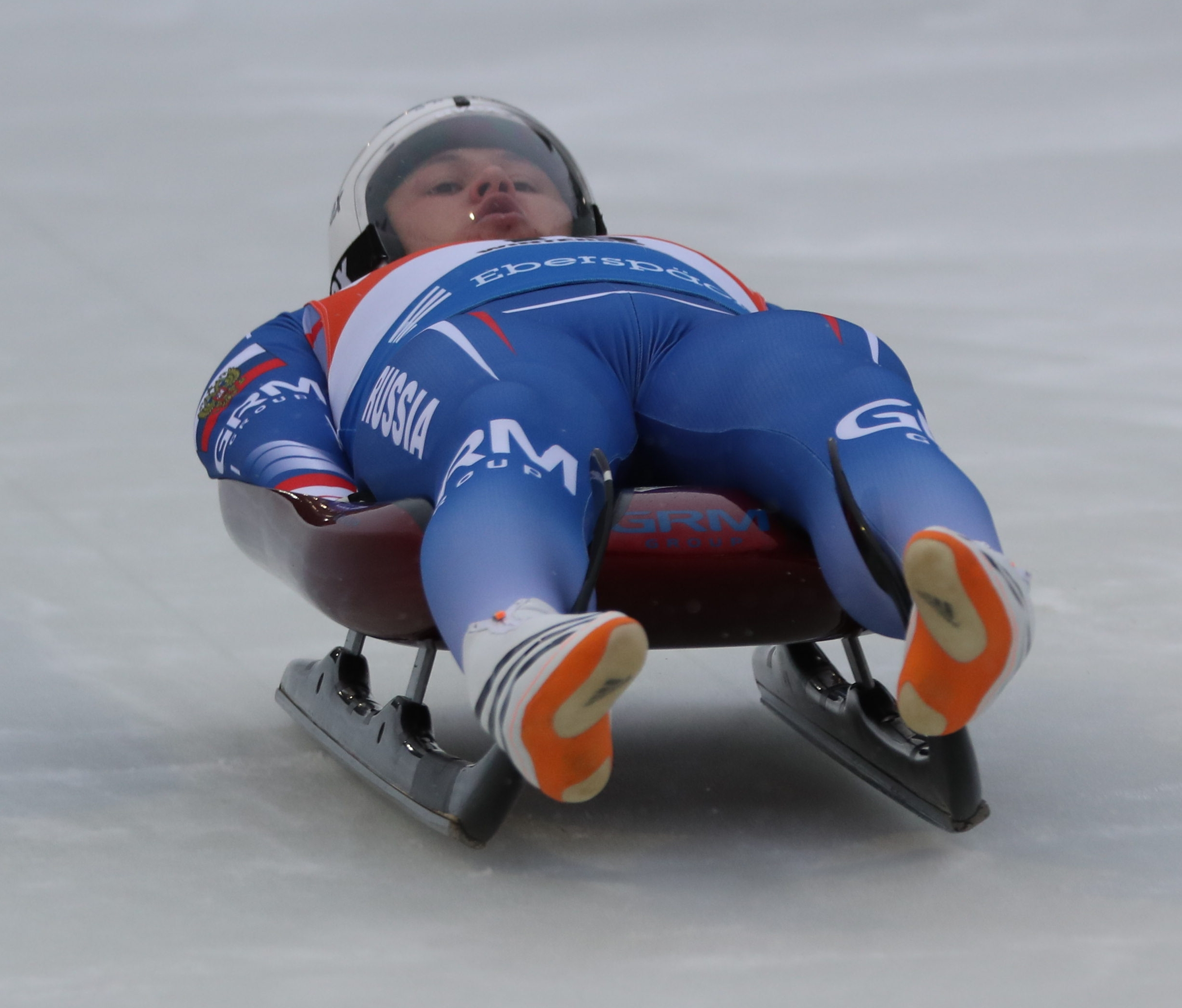
Gorbacevič in gara a Winterberg nel 2017

A livello assoluto ha esordito in Coppa del Mondo nella stagione 2015/16 giungendo quindicesimo nel singolo il 7 febbraio 2016 nella tappa di Soči e ha conquistato il primo podio arrivando secondo nella prova del singolo sprint il 25 novembre 2018 a Igls. Centrò invece il suo primo podio nel singolo il 13 gennaio 2019 a Sigulda, dove fu secondo alle spalle del connazionale Semën Pavličenko. In classifica generale come miglior risultato si è piazzato al dodicesimo posto nella specialità individuale nel 2020/21.
Ha preso parte a tre edizioni dei campionati mondiali. Nel dettaglio i suoi risultati nelle prove iridate sono stati, nel singolo: tredicesimo a Igls 2017, sesto a Soči 2020 e tredicesimo a Schönau am Königssee 2021; nel singolo sprint: quarto a Soči 2020 e quattordicesimo a Schönau am Königssee 2021.
Nelle rassegne continentali non è andato oltre la sesta posizione colta a Sigulda 2021 nella prova individuale.

## Palmarès

### Europei juniores
- 1 medaglia:
  - 1 bronzo (gara a squadre a Oberhof 2013).

### Coppa del Mondo
- Miglior piazzamento in classifica generale nel singolo: 12º nel 2020/21 e nel 2021/22.
- 3 podi (1 nel singolo, 1 nel singolo sprint, 1 nelle gare a squadre):
  - 2 secondi posti (1 nel singolo, 1 nel singolo sprint);
  - 1 terzo posto (nelle gare a squadre).

### Coppa del Mondo juniores
- Miglior risultato in classifica generale nella specialità del singolo: 10º nel 2012/13 e nel 2012/13.